# Paradijs (Zeeland)
Paradijs is een buurtschap nabij Hoek in de gemeente Terneuzen, in de Nederlandse provincie Zeeland. De buurtschap, in de regio Zeeuws-Vlaanderen, is gelegen aan de Lovenweg ten westen van Boerengat. Paradijs bestaat uit een paar boerderijen.
De buurtschap was een voormalige suikerbietenhaven, waar tot ongeveer 1910 bieten met manden in schepen werd geladen om af te voeren naar de suikerfabrieken. Zo ontstond het gehucht van ongeveer 6 huizen.
Door de ligging naast de Braakman heeft de weg rond Paradijs (Noordstraat / Lovenweg) een omtrekkende vorm van ongeveer 8 kilometer en leent deze zich goed voor wandel- en fietstochten, het 'Rondje Paradijs'. Elk jaar op oudjaarsdag wordt er door leden van de HSV Hoek de zogenaamde 'Oliebollenloop' georganiseerd rond het Paradijs.

## Man bijt hond
Paradijs kreeg in 2004-2005 enige bekendheid toen het televisieprogramma Man bijt hond van het plaatsje Tranendal in de provincie Groningen naar Paradijs reisde om te kijken wat de mensen onderweg aan het doen waren.
Steden: Axel · Biervliet · Philippine · Sas van Gent · Terneuzen

Dorpen: Hoek · Koewacht · Overslag · Sluiskil · Spui · Westdorpe · Zaamslag · Zandstraat · Zuiddorpe

Buurtschappen: Den Abeele · Altena · Axelschestraat · Batterij · Berdelingebuurte (deels) · Boerengat · Bontekoe · Boschdorp · Boschdorp · Bouchauterhaven · Cootjesdorp · De Sluis · Driedijk · Driekwart · Drieschouwen · Driewegen · Eendragt · Het Fort · Fort Ferdinandus · Griete · Hasjesstraat · Haven (deels) · Hazelarenhoek · Het Zand · Hoek van de Dijk · Holleken (deels) · Hoogedijk · Isabellahaven · Kampersche Hoek · Kijkuit · Klein Gent · Knol · De Kraag · Kruispad · Kwakkel · Magrette · Mauritsfort · Molenhoek · De Muis · Nieuwemolen · Nieuwlandse Molen · Othene · Oude Molen · Oude Polder · Paradijs · Passluis · Poonhaven · Posthoorn (deels) · De Put · De Ratte · Reedijk · Reuzenhoek · Rijgerij · Roodesluis · Schaapdijk · Schapenbout · Sint Andries · Steenovens · De Sterre · Stoppeldijkveer (deels) · Stroodorpe · Vaartwijk · Vaatje · Val · Varempé · Waterhuis · Watervliet · Wouterij · Wulpenbek · Zaamslagveer · Zandplaat · Zwartenhoek

Streekje: Tweekwart

Historische plaatsen: Axelsche Sassing · Noordhoek · De Stuiver · Triniteit · Vingerling

Zeeland: Steden en dorpen in Zeeland      Nederland: Provincies · Gemeenten